# Forgive Me
Singles de Leona Lewis
Better in Time Run
Forgive Me est une chanson interprétée par Leona Lewis sortie en 2008. Elle fait partie de l'album Spirit. C'est le 5e extrait de cet album et le 6e single de Leona.

## Titres
Royaume-Uni CD single
1. "Forgive Me" (Single Mix)
2. "Myself"

 Allemagne Maxi CD
1. "Forgive Me" (Single Mix)
2. "Myself"
3. "Forgive Me" (Video)

 Japon Digital single
1. "Forgive Me" (Single Mix)

## Charts
| Chart (2008)                      | Meilleure Position |
| --------------------------------- | ------------------ |
| Austrian Singles Chart            | 15                 |
| Australian ARIA Singles Chart     | 49                 |
| Belgian (Flanders) Singles Chart, | 26                 |
| Danish Singles Chart              | 14                 |
| Eurochart Hot 100                 | 11                 |
| German Singles Chart              | 15                 |
| Irish Singles Chart               | 5                  |
| Italian Singles Chart             | 9                  |
| Japan Hot 100 Singles             | 39                 |
| Swedish Singles Chart             | 7                  |
| Swiss Singles Chart               | 12                 |
| Turkey Top 20 Chart               | 5                  |
| UK Singles Chart                  | 5                  |